# Chemin de fer Genève - Veyrier
Le chemin de fer Genève - Veyrier (GV) fut créé en 1887 à Genève en Suisse pour exploiter un tramway allant de Genève à Veyrier. La ligne est ensuite prolongée en France à partir de 1891.

## Histoire

### Contexte et mise en service
Jusqu'à la Seconde Guerre mondiale, Le Salève est le lieu d'excursion dominicale le plus fréquenté par les genevois de par sa situation géographique. Veyrier est alors un petit village situé au pied du mont Salève et est un des lieux privilégiés pour accéder à cette montagne.
Cette commune envisagea la construction d'un chemin de fer du type tramways dans le but de faciliter l'accès au Salève. Ainsi le 22 février 1887, est fondée une société au nom de « Chemin de fer Genève - Veyrier », GV en abrégé. Les travaux de construction de la ligne commencèrent rapidement, car beaucoup de propriétaires riverains de cette future ligne souscrivirent des actions. Son exploitation débuta le 20 juillet de cette même année, elle constitue la première ligne à voie métrique du réseau de tramway de Genève.

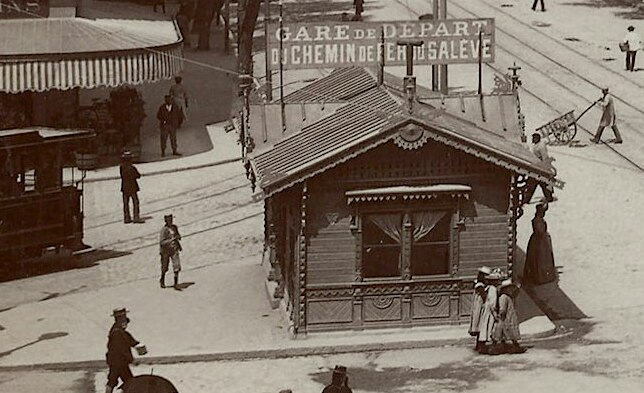
Rive, vers 1900.

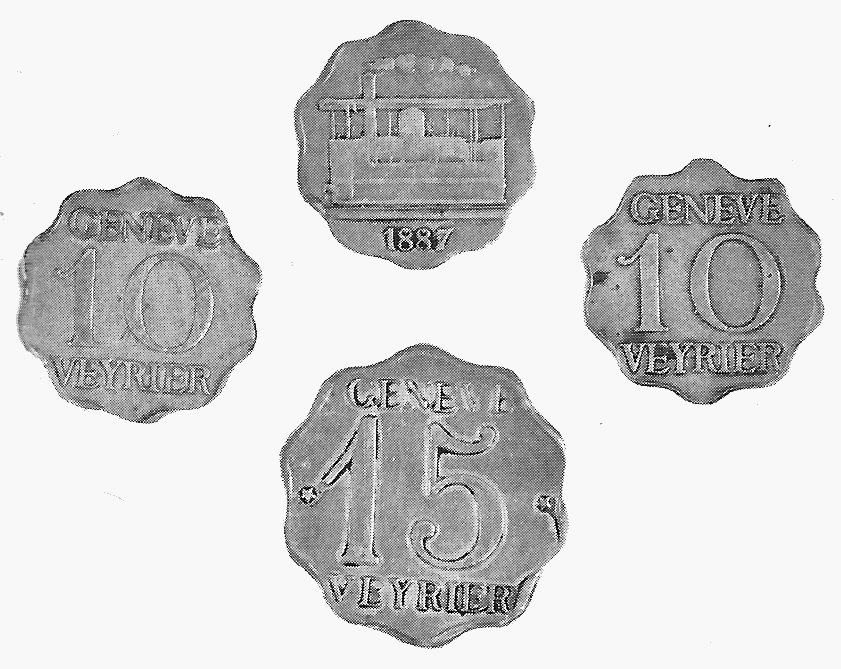
Jetons du GV.

La ligne a une longueur de 5,380 km, elle est construite à l'écartement métrique et entièrement sur la chaussée ou en accotement de la route. Au départ de Genève à Rive (cours de Rive), elle traverse l'Arve au Pont de Sierne puis évite une déclivité par une section en site propre, pour rejoindre Veyrier.
Deux prolongements sont réalisés en France, dans le département de la Haute-Savoie : Le 1er mai 1891, une section de 220 m de long est mise en service entre Veyrier et la gare du chemin de fer du Salève au Pas-de-l'Échelle, qui ouvrira en 1893, puis le 25 mai 1892, une section de 4,5 km de long depuis la gare du chemin de fer jusqu'à Collonges-sous-Salève est mis en service.
La traction à vapeur fut utilisée à l'origine puis le 24 décembre 1898 la traction électrique est mise en service sur la section Genève - Veyrier - Le Pas-de-l'Echelle puis le 1er janvier 1912 sur la section Pas-de-l'Echelle - Collonges-sous-Salève,.
C'est en 1909, la Compagnie du chemin de fer à voie étroite Genève-Veyrier se substitue à la Société du chemin de fer Genève-Veyrier.
Le 15 octobre 1912, le GV récupère l'exploitation du chemin de fer Carouge - Croix-de-Rozon à la CGTE, ouvert en 1907, prolongé à Collonges-sous-Salève en 1908 et raccordé au GV le 1er janvier de cette même année, et abandonne l'indice 16 qui lui était attribué,.

### Fusion avec la CGTE
Le 15 mai 1930, la section entre Carouge et Collonges-sous-Salève passe sous le contrôle de la CGTE qui ferme la déficitaire section entre Veyrier et Collonges-sous-Salève à la même date, sauf pour la desserte de la gare du chemin de fer du Salève, qui restera exploitée jusqu'en 1937 puis sera fermée et déferrée. La ligne Carouge - Croix-de-Rozon - Collonges est intégrée à la ligne 12 de la CGTE,.
Sur l'antenne de Collonges circulaient les automotrices Ce 2/4, no 51 à 54 et 156 à 165, et les Ce 4/4 no 60 à 70 avec les remorques 211 à 216, 252 à 276 et 351 à 360.
Le 1er avril 1936, la CGTE reprit également l'exploitation de la ligne Genève-Veyrier, et un raccordement est créé à cette occasion entre le réseau CGTE ; le matériel de cette dernière affiche à partir du 5 mai l'indice 8 jusqu'à Sécheron (terminus à Rive les dimanches et jours fériés), utilisé autrefois sur la ligne Genève-Versoix supprimée en xx, bien que les véhicules du GV gardèrent leur livrée vert foncé, leurs numéros d'origine et les deux lettres entrelacées « GV »,. Les révisions et l'entretien du matériel GV furent alors confiés aux ateliers CGTE de la Jonction. Dès lors, le dépôt de Veyrier devint qu'une simple remise.
L'évitement des Tranchées fut supprimé et les convois du GV empruntèrent alors le nouveau tracé de la ligne 1 déplacé dans la rue des Glacis-de-Rive, en passant par la rue du Rhône et la place des Eaux-Vives.
La CGTE profita de cela pour refaire à neuf les voies de la station de Rive, afin de  mieux faire face au trafic touristique des lignes de Veyrier et d'Hermance. Dès 1936, le nouveau faisceau de voies de la rue Pierre-Fatio comportait quatre voies et de nombreuses diagonales.
En 1940, la CGTE transforma la Ce 2/2 no 21 en réduisant son empattement à trois mètres, afin de moins solliciter la voie et de tourner sur la boucle de la gare de Cornavin. Cette automotrice circulait sur la ligne « 7 » de 1941 à 1946.
Avec la réduction du réseau ferré des tramways genevois, du matériel plus récent devint disponible pour l'exploitation de cette ligne. Dès lors, les vieilles automotrices ne roulèrent plus que le dimanche et une curiosité d'exploitation est à noter à partir du 5 mai 1941, : En semaine la section Rive-Veyrier est assurée par la ligne 6 assurant donc un trajet Vernier-Veyrier, avec du matériel CGTE et le week-end, la section est assurée comme avant en tant que ligne 8 avec un panachage entre ce matériel et les dernières motrices GV encore en service.

### Fin de la ligne
Dès le début des hostilités, en 1939, le terminus de Collonges-sous-Salève fut reporté à celui de Croix-de-Rozon. Ce tronçon ne sera jamais rouvert.
Les changements intervenus après la Seconde Guerre mondiale ne furent pas sans conséquences, car de nombreuses fermes entre Genève et Veyrier furent démolies et remplacées par des immeubles locatifs. Le nombre d'abonnés augmenta fortement, ce qui nécessita un nouvel horaire cadencé à 10–15 minutes et de nombreux croisements de convois en résultèrent. Ainsi, la ligne, qui demeurait toujours à voie unique, fut sollicitée jusqu'à l'extrême. Dès lors, les aiguilles des évitement furent équipées avec des ressorts talonnables et des feux de croisement automatiques furent installés. En dépit de ces équipements, deux graves collisions eurent lieu entre Conches et Veyrier.
Sur la ligne 12, les nouveaux convois normalisés circulaient déjà et, pour cela, fut construite la boucle de rebroussement du Rondeau de Carouge en 1951.
Le service pour Croix-de-Rozon continua d'être assuré par l'ancien matériel roulant à partir de Rive. Ce fut le 5 octobre 1952 que les tramways cessèrent de circuler entre Carouge et Croix-de-Rozon et ils furent remplacés par la ligne d'autobus « H » (Rive - Croix-de-Rozon), qui s'appelle de nos jours la ligne 44 des TPG.
En 1946, la démolition du matériel roulant vert foncé débuta : en 1950, seules les automotrices Ce 2/2 no 21 et 22, les voitures C2i no 1 et 4 et la C2 no 53 faisaient encore partie de l'inventaire. Ces automotrices, qui circulaient exclusivement le dimanche, furent équipées de pantographes en 1951 et circulèrent jusqu'en 1956.
L'état de la voie se désagrégeait de plus en plus et la CGTE dut alors abaisser la vitesse aux endroits les plus critiques. De plus, les quatre passages à niveau devenaient davantage gênant de par l'accroissement du trafic automobile. Une double voie jusqu'à Conches, ainsi qu'un tracé en site propre, auraient été indispensables pour pouvoir assurer une exploitation rationnelle de la ligne.
La CGTE estima qu'une rénovation de la ligne n'était pas du tout rentable et ce fut le 2 juin 1956 vers minuit que roula le dernier tram entre Veyrier et Genève. Nombreuse fut la population riveraine venue montrer son attachement au GV et lui fit alors un dernier adieu. Le solde du matériel roulant, ainsi que quelques remorques de la CGTE remisées depuis quelques années au dépôt de Veyrier, furent envoyées à la ferraille. La compagnie du GV disparaît en même temps que la ligne.
La ligne d'autobus 8 pris le relais entre Rive et Veyrier. Le lieu de départ de celle-ci se trouvait au même endroit où attendaient les véhicules du Genève - Veyrier.
À noter que, en 1956, la CGTE prévoyait de rétablir la ligne transversale Vernier - Veyrier exploitée par trolleybus, sitôt la disparition du tram de la ligne « 6 » en 1959. Cependant, l'horaire mentionnait jusqu'en 1963 : « Ligne 8, trolleybus exploitation provisoire par autobus ». Ce provisoire a été entériné et les actuelles lignes de trolleybus n°6 et d'autobus n°8 des TPG sont des lignes distinctes.

## La ligne

### Caractéristiques
- Écartement : 1 000 mm
- Longueurs exploitées :
  - Genève - Veyrier : 5,38 km
  - Veyrier - Gare du Salève : 0,22 km
  - Gare du Salève - Collonges : 4,5 km
  - Collonges - Croix-de-Rozon : 0,22 km
  - Rampe maximum : 59 ‰
  - Rayon minimum des courbes : 22 m
  - Traction : 1887 à 1898 vapeur; 1898 à 1956 électrique, courant continu de 550 V

### Installations fixes
Le GV ne posséda pas d'ouvrage d'art et on trouvait juste un passage supérieur sur le tronçon en tranchée situé en le pont de Sierne et Sierne. Il y avait aussi des abris pour les voyageurs situés à Florissant (chemin du Velours), Conches et Villette. Quant au dépôt de Veyrier, il était utilisé pour toutes les révisions du matériel roulant. Celui-ci possédait, au temps de la traction à vapeur, un château d'eau avec un socle de maçonnerie.
À noter que durant les premières années d'exploitation, tous les véhicules furent tournés sur une plaque tournante primitive, afin de permettre une « usure » identique de la peinture sur chaque côté.

### Sections de lignes

#### Veyrier - Collonges-sous-Salève
Ce prolongement concerna la construction de la ligne le long du pied du Salève. Contrairement à ligne située entre Genève et Veyrier, la voie fut posée sur le côté montagne de la route départementale. Elle était équipée de rail à gorge sur toute sa longueur. Vraisemblablement, un évitement se trouvait à Bossey et un autre au terminus de Collonges-sous-Salève.
Dès le premier jour d'exploitation, le 22 mai 1892, le trafic sur cette ligne était faible et jamais le seuil de rentabilité fut atteint, parce que son tracé était parallèle à la ligne PLM Annemasse - Bellegarde-sur-Valserine.

#### Carouge - Croix-de-Rozon
Le chemin de fer Carouge - Croix-de-Rozon (CCR) à voie étroite, ouvert à l'exploitation le 14 septembre 1907, ne posséda jamais de matériel roulant. À l'origine, la CGTE exploita ce tronçon comme ligne 16. Comme la construction d'un dèpôt n'était pas justifiée, la voie fut prolongée jusqu'à Collonges-sous-Salève sur territoire français et ainsi reliée au GV. Ce raccordement fut mis en service le 1er janvier 1908 et, à cette occasion, la ligne du pied du Salève fut électrifiée. Le 15 octobre 1912, la direction et l'exploitation passèrent au GV qui acquit pour cette ligne, Carouge - Collonges, trois automotrices Ce 2/2 no 31 à 33 l'ancienne Compagnie générale des tramways suisses (TS) et les adapta pour la voie métrique. Les usagers de la ligne donnèrent à celles-ci le surnom de « bergeronnettes ».
De la même manière que le GV, le tracé de la voie passait aussi bien à gauche qu'à droite de la route. Le tronçon, situé entre Troinex et Croix-de-Rozon était, en majeure partie, en plate-forme indépendante. Les convois pouvaient se croiser au-dessus de Carouge, à Troinex et à Croix-de-Rozon. Un raccordement à la ligne 12 de la CGTE se situait à la place du Rondeau de Carouge.

### Matériel roulant
L'exploitation commence avec les locomotives à vapeur puis électriques, tractant des voitures voyageurs ou des wagons marchandises ; lors de l'ouverture de la ligne, le matériel était le suivant : 3 locomotives G 3/3 (no 1 à 3) , 6 voitures C2i (no 1 à 6), 1 voiture avec compartiment fourgon CF2i (no 7, plus tard devenue no 8) et 1 fourgon F2 (no 1).

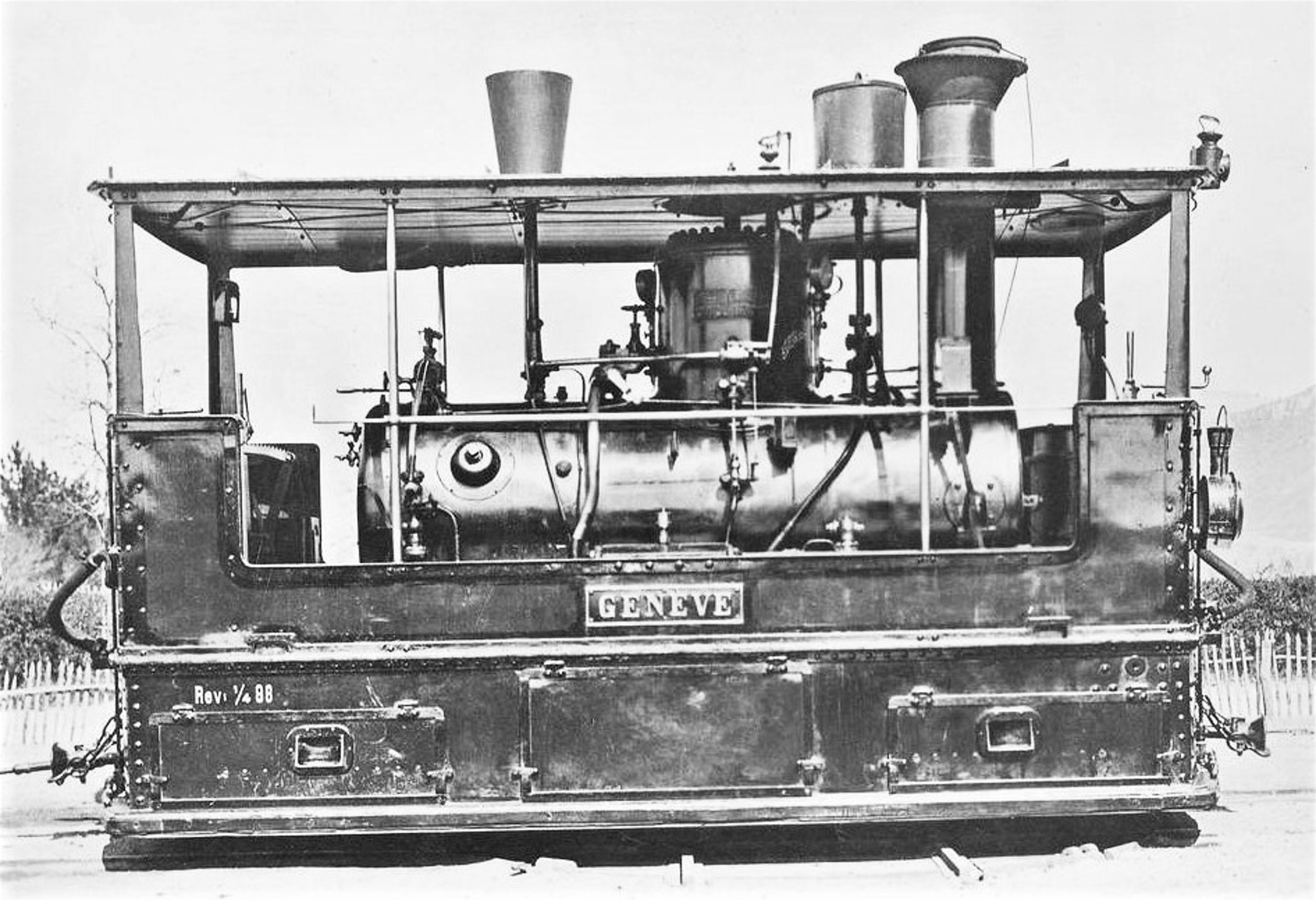
locomotives à vapeur no 1 Genève

Les locomotives à trois essieux couplés furent construites par la SLM d'après le système Brown. Elles possédaient deux postes de conduite sans vitres frontales. L'embiellage était recouvert de tôles pour éviter l'intrusion de corps étrangers dans le mécanisme, ainsi que d'éviter d'effrayer les chevaux. L'équipement comportait l'appareillage nécessaire au frein à vide non automatique Hardy et au chauffage à vapeur des voitures. Leurs gabarits étaient celui des remorques afin de permettre de former des rames homogènes. Ces locomotives pouvaient tracter un convoi de trois voitures à la vitesse de 25 km/h. Si la masse adhérente manquait, les locomotives étaient chargées avec des pierres afin d'augmenter celle-ci.
Les voitures avaient l'aspect typique du matériel des chemins de fer vicinaux de l'époque. Un châssis à deux essieux, deux plates-formes ouvertes à chaque extrémité, huit fenêtres avec un cadre en bois et une lanière de cuir pour permettre l'ouverture et la fermeture de celles-ci, des stores pare-soleil, des bancs en bois, la peinture vert foncé et un éclairage à pétrole.
À la suite de l'ouverture du chemin de fer du Salève le GV acquit du matériel supplémentaire dont voici la liste :
1 locomotive G 3/3 (no 4), 1 voiture avec compartiment fourgon CF2i (no 11, plus tard devenue no 7), 3 voitures C2i (no 7, 9 et 10) et 3 wagons plats M (no 51 à 53, plus tard devenus 101 à 103).
À noter qu'en 1891, la locomotive de la VE circula en renfort sur le GV.

## Vestiges et matériel préservé
Il ne reste plus rien de cette ligne supprimée en 1956. La plate-forme indépendante fut utilisée pour l'élargissement de la route. Vers 1966, les derniers rails furent arrachés à la route de Florissant.
L'aire de la station de Veyrier servit de parc à autos de boucle de rebroussement pour le service d'autobus de la CGTE. Le dépôt de Veyrier fut détruit par un incendie, alors qu'il servait de hangar pour des engins agricoles.
Du matériel roulant, il subsiste les Ce 2/2 no 23 et 24 au Chemin de fer Bex-Villars-Bretaye.La 23 est aujourd'hui préservée au chemin de fer Blonay-Chamby.